# Alessandro Vollero
Alessandro Vollero (* 1889 in Gragnano; † 1959) war ein italo-amerikanischer Mobster und hochrangiger Boss der US-amerikanischen Camorra.
Vollero ist in Italien geboren, wanderte 1909 mit seiner Familie in die Vereinigten Staaten aus und ließ sich in Brooklyn nieder. 
Als Boss der Navy Street Gang war er ein wichtiger Verbündeter und Unterboss von Pellegrino Morano im sogenannten Mafia-Camorra-Krieg, in dem sich die sizilianische-stämmige Mafia mit der neapolitanisch-stämmigen Camorra bekämpfte, von 1914 bis 1918.
Er organisierte am 6. November 1916 die Ermordung der sizilianischen Konkurrenten von der Morello-Familie; an diesem Tag wurden Nicholas Morello und dessen Leibwächter Charles Ubriaco vor dem Hauptquartier von Volleros Bande, einem Straßencafé in der Navy Street („Vollero’s Cafe“), erschossen, als sie zu einem vermeintlichen Treffen mit der Camorra erschienen, um sich dort friedlich zu einigen.
Die fünf Attentäter waren erfolgreich, aber „Torpedo“ Tony Notaro und Ralph Daniello wurden festgenommen, und Daniello machte eine Aussage, die dann auch zur Verhaftung von Vollero und Morano führte.
Am 20. Juni 1918 wurde Vollero auf Grundlage dieser Aussage zum Tode verurteilt. Während seiner Haft in Sing Sing wurde die Todesstrafe in eine Lebenslange Freiheitsstrafe umgewandelt. Während dieser Haft lernte er auch Joe Valachi kennen, als dieser dort am 15. Juni 1928 eintraf, um dort eine seiner ersten Haftstrafen abzusitzen. Vollero soll Valachi in die Komplexität der Unterwelt eingewiesen haben, zu der auch die Unterscheidung von Sizilianern und Nicht-Sizilianern gehörte, die indirekt auch wieder in der folgenden größeren Auseinandersetzung, dem sogenannten Krieg von Castellammare, eine Rolle spielen sollte.
Am 28. April 1933 wurde Vollero nach 14 Jahren Haft entlassen und in seinen Geburtsort Gragnano in der Nähe von Neapel geschickt.